# حسین‌آباد (بافت)
حسین‌آباد چشمه ها یک روستا در ایران است که در دهستان دشتاب شهرستان بافت و در منطقه گوشک واقع شده‌است. حسین‌آباد 284 نفر جمعیت دارد. و از قدیم تر به عنوان حسین آباد مرکزی شهرت دارد